# Mistrovství světa v boxu 2005
XIII. mistrovství světa v boxu proběhlo v Mien-jang, Čína ve dnech 13. až 20. listopadu 2005. Organizátorem turnaje mistrovství světa byla Association Internationale de Boxe Amateur (AIBA).

## Česká stopa
Šéftrenér reprezentace: Svatopluk Žáček
Na mistrovství světa startovali za Česko 4 boxeři:
- −64 kg: Martin Halaš (* 1980) z SKP Sever Ústí nad Labem
- −69 kg: Štěpán Horváth (* 1982) z SKP Sever Ústí nad Labem
- −81 kg: Tomáš Adámek (* 1980) ze Sportovní školy boxu Hradec Králové
- −91 kg: Lukáš Viktora (* 1984) z BC Julia Tormy Praha/SKP Sever Ústí nad Labem (liga)

## Výsledky
| Muži   | Zlato                      | Stříbro                  | Bronz                    | Bronz                       |
| ------ | -------------------------- | ------------------------ | ------------------------ | --------------------------- |
| –48 kg | Cou Š'-ming (CHN)          | Pál Bedák (HUN)          | Šerali Dostijev (TJK)    | Birdžan Džakypov (KAZ)      |
| –51 kg | I Ok-song (KOR)            | Andry Laffita (CUB)      | Rau'shee Warren (USA)    | Mirat Sarsembajev (KAZ)     |
| –54 kg | Guillermo Rigondeaux (CUB) | Rustam Rahimov (GER)     | Gary Russell (USA)       | Ali Hallab (FRA)            |
| –57 kg | Alexej Tiščenko (RUS)      | Alexej Šajdullin (BUL)   | Viorel Simion (ROU)      | Yuriorkis Gamboa (CUB)      |
| –60 kg | Yordenis Ugás (CUB)        | Ramal Amanov (AZE)       | Domenico Valentino (ITA) | Chabib Allachverdijev (RUS) |
| –64 kg | Serik Sapijev (KAZ)        | Dilshod Mahmudov (UZB)   | Emil Maharramov (AZE)    | Inocente Fiss (CUB)         |
| –69 kg | Erislandy Lara (CUB)       | Magomed Nurutdinov (BLR) | Neil Perkins (ENG)       | Bachtijar Artajev (KAZ)     |
| –75 kg | Matvej Korobov (RUS)       | Ismail Sillach (UKR)     | Mohamed Hajkal (EGY)     | Emilio Correa (CUB)         |
| –81 kg | Erdos Džanabergenov (KAZ)  | Marijo Šivolija (CRO)    | Artak Malumjan (ARM)     | Oʻtkirbek Haydarov (UZB)    |
| –91 kg | Alexandr Alexejev (RUS)    | Elčin Alizada (AZE)      | Jasur Matchanov (UZB)    | Alexandr Povernov (GER)     |
| +91 kg | Odlanier Solís (CUB)       | Roman Romančuk (RUS)     | Kubrat Pulev (BUL)       | Roberto Cammarelle (ITA)    |

## Medailová bilance
V boxu se rozdělilo celkem 11 sad medailí.
| Pořadí | Stát              |       | Muži    | Muži  | Muži | Celkem |
| Pořadí | Stát              | Zlato | Stříbro | Bronz |      | Celkem |
| ------ | ----------------- | ----- | ------- | ----- | ---- | ------ |
| 1.     | Kuba (CUB)        |       | 4       | 1     | 3    | 8      |
| 2.     | Rusko (RUS)       |       | 3       | 1     | 1    | 5      |
| 3.     | Kazachstán (KAZ)  |       | 2       | 0     | 3    | 5      |
| 4.     | Čína (CHN)        |       | 1       | 0     | 0    | 1      |
| 4.     | Jižní Korea (KOR) |       | 1       | 0     | 0    | 1      |
| 6.     | Ázerbájdžán (AZE) |       | 0       | 2     | 1    | 3      |
| 7.     | Uzbekistán (UZB)  |       | 0       | 1     | 2    | 3      |
| 8.     | Bulharsko (BUL)   |       | 0       | 1     | 1    | 2      |
| 8.     | Německo (GER)     |       | 0       | 1     | 1    | 2      |
| 10.    | Bělorusko (BLR)   |       | 0       | 1     | 0    | 1      |
| 10.    | Chorvatsko (CRO)  |       | 0       | 1     | 0    | 1      |
| 10.    | Maďarsko (HUN)    |       | 0       | 1     | 0    | 1      |
| 10.    | Ukrajina (UKR)    |       | 0       | 1     | 0    | 1      |
| 14.    | Itálie (ITA)      |       | 0       | 0     | 2    | 2      |
| 14.    | USA (USA)         |       | 0       | 0     | 2    | 2      |
| 16.    | Arménie (ARM)     |       | 0       | 0     | 1    | 1      |
| 16.    | Egypt (EGY)       |       | 0       | 0     | 1    | 1      |
| 16.    | Anglie (ENG)      |       | 0       | 0     | 1    | 1      |
| 16.    | Francie (FRA)     |       | 0       | 0     | 1    | 1      |
| 16.    | Rumunsko (ROU)    |       | 0       | 0     | 1    | 1      |
| 16.    | Tádžikistán (TJK) |       | 0       | 0     | 1    | 1      |
| Celkem | Celkem            |       | 11      | 11    | 22   | 44     |